# Lupinus chavanillensis
Lupinus chavanillensis là một loài thực vật có hoa trong họ Đậu. Loài này được (J.F.Macbr.) C.P.Sm. miêu tả khoa học đầu tiên.